# Princes Street Gardens
Els Princes Street Gardens són un parc públic que es troba al centre d'Edimburg (Escòcia) i als peus del Castell d'Edimburg.

## Història
Els jardins van ser creats a la dècada de 1820, després de la fundació de la New Town d'Edimburg i el drenatge de l'antic jaç del Nor Loch, un llac situat al centre de l'actual Edimburg que es trobava altament contaminat després d'anys d'abocaments d'aigües residuals procedents de l'Old Town.
Els jardins es distribueixen al llarg de la part sud de Princes Street (Carrer dels Prínceps) i queden partits per The Mound, un pujol artificial construït per connectar la part nova i la vella de la ciutat d'Edimburg. El parc est ocupa des de The Mound fins a Waverley Bridge, sumant un total de 34.000 m² (8'5 acres). Els West Princes Street Gardens són encara més grans, tenint uns 120.000 m² (29 acres), i s'estenen fins a les esglésies de St. John's i St. Cuthbert's, properes a Lothian Street.
Els Princes Street Gardens desenvolupen un paper principal en la vida de la ciutat, servint de punt de reunió i esbarjo per als seus habitants. Així mateix, solen albergar concerts de música que se celebren de forma regular a tocar de la Ross Fountain, així com altres actes de les celebracions del Hogmanay.

## Monuments

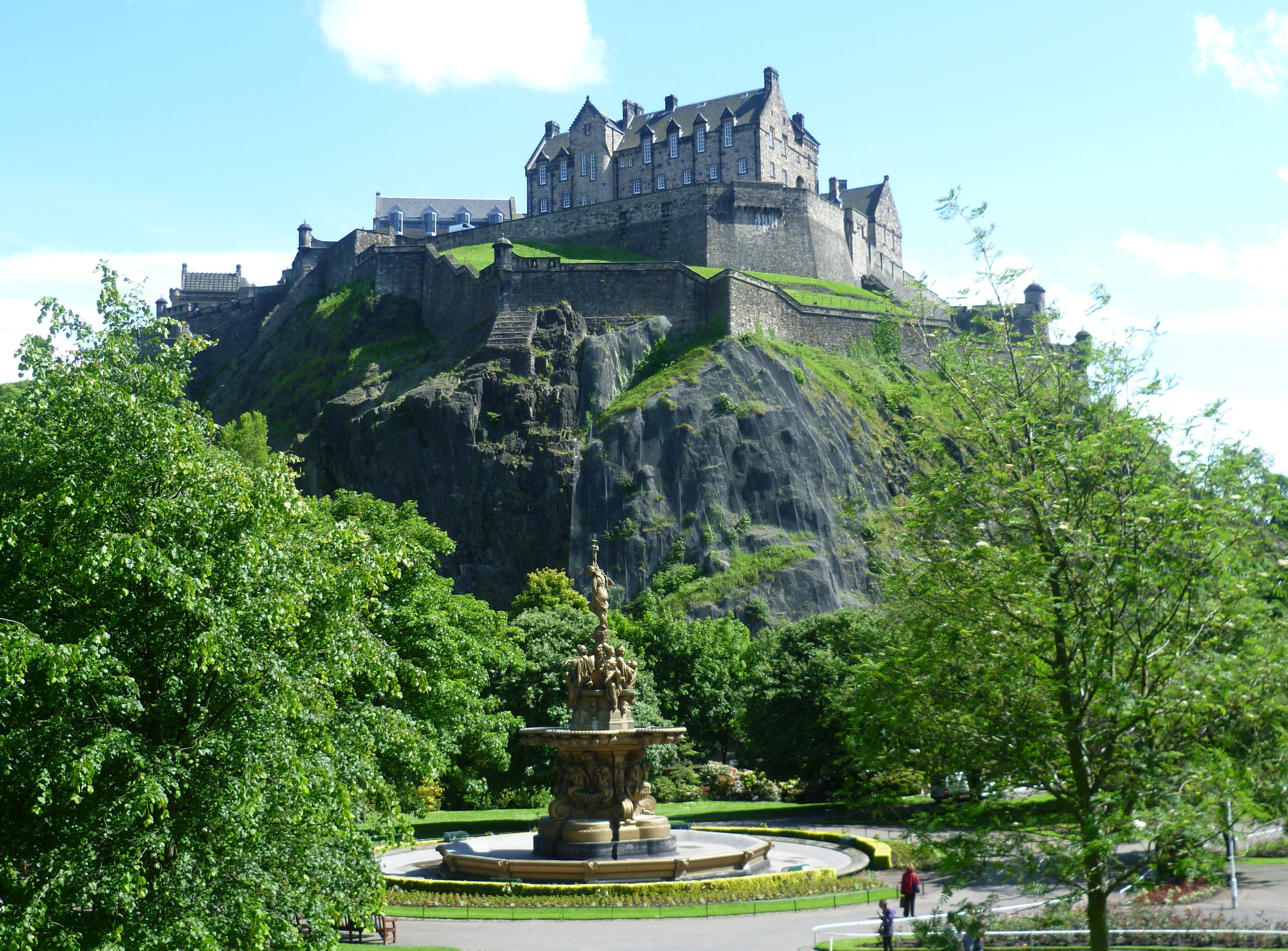
Ross Fountain i Castell d'Edinburgh.

Els jardins estan decorats amb moltes estàtues i monuments, especialment a la franja que limita amb el sud de Princes Street. El més destacat d'ells és el que es coneix com a Scott Monument, construït en 1844 en honor de l'escriptor Walter Scott. A la zona est dels jardins també hi ha estàtues dedicades a David Livingstone, a l'editor Adam Black i al professor John Wilson. A la zona oest hi ha estàtues en honor d'Allan Ramsay, Thomas Guthrie i James Young Simpson i altres monuments, com la Ross Fountain i el quiosc de música (Bandstand), el Memorial escocès de la Guerra Americana i un rellotge floral.

## Winter Wonderland
Cada any, en dates properes al nadal, els Princes Street Gardens es transformen en Winter Wonderland. Llavors el parc es transforma, s'hi col·loquen atraccions de fira i s'hi celebra un mercat nadalenc en el qual es venen productes i comestibles de tot el món. Les atraccions més conegudes són la pista de gel i la sínia de 33 metres, també coneguda com The Edinburgh Eye. Durant aquesta època també es representen obres teatrals típiques.

## Galeria

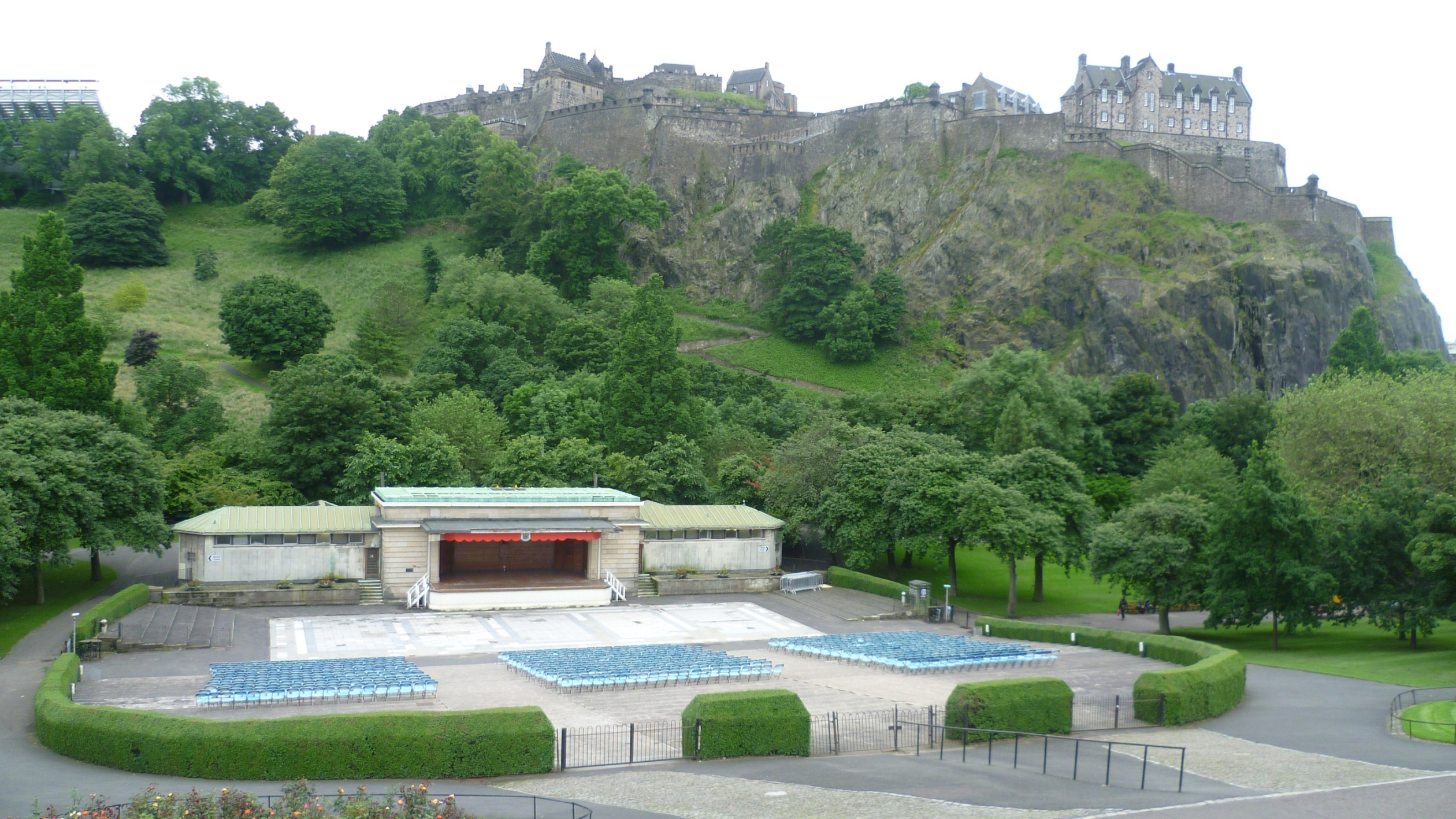
Ross Bandstand
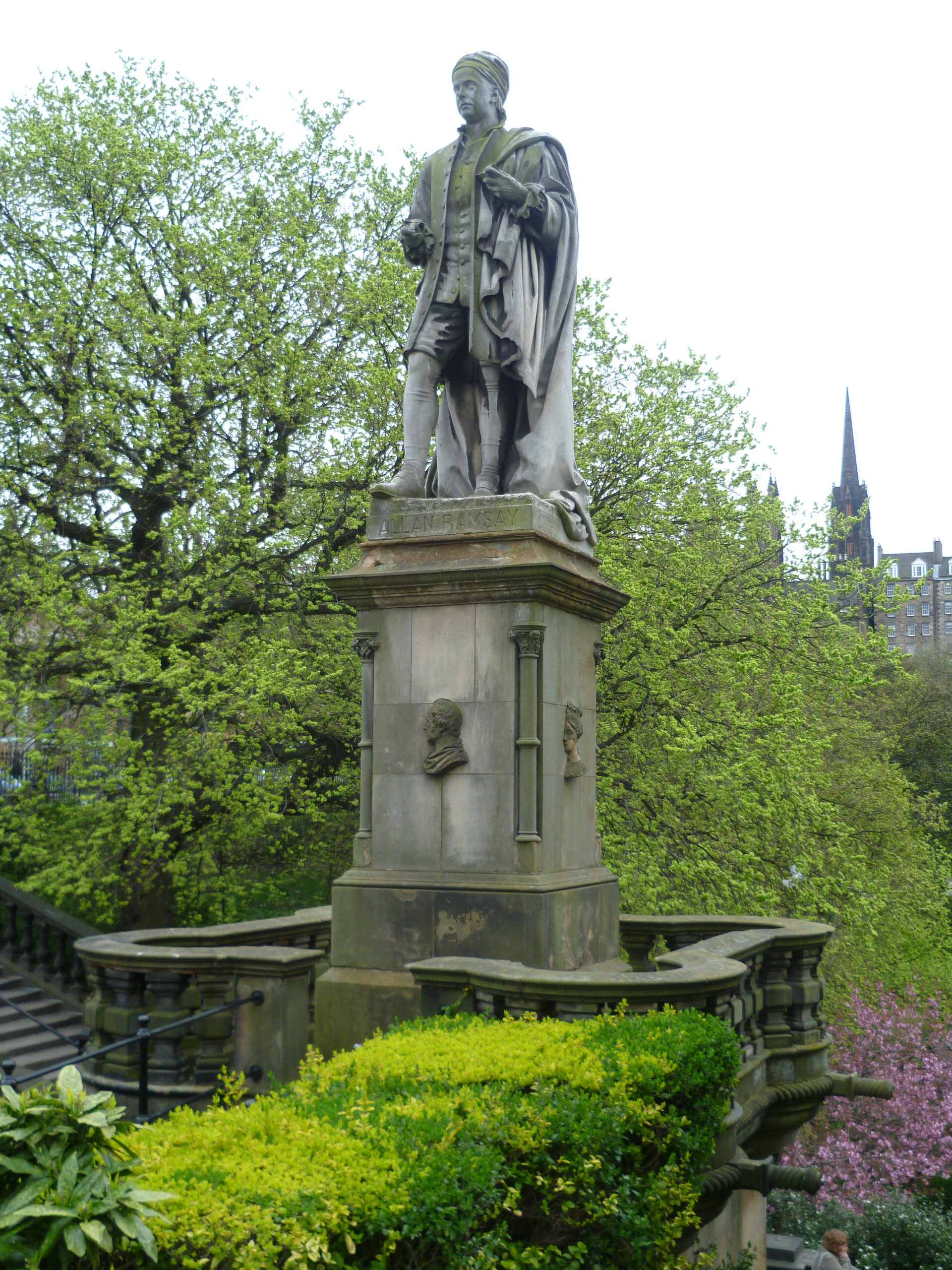
Estàtua d'Allan Ramsay
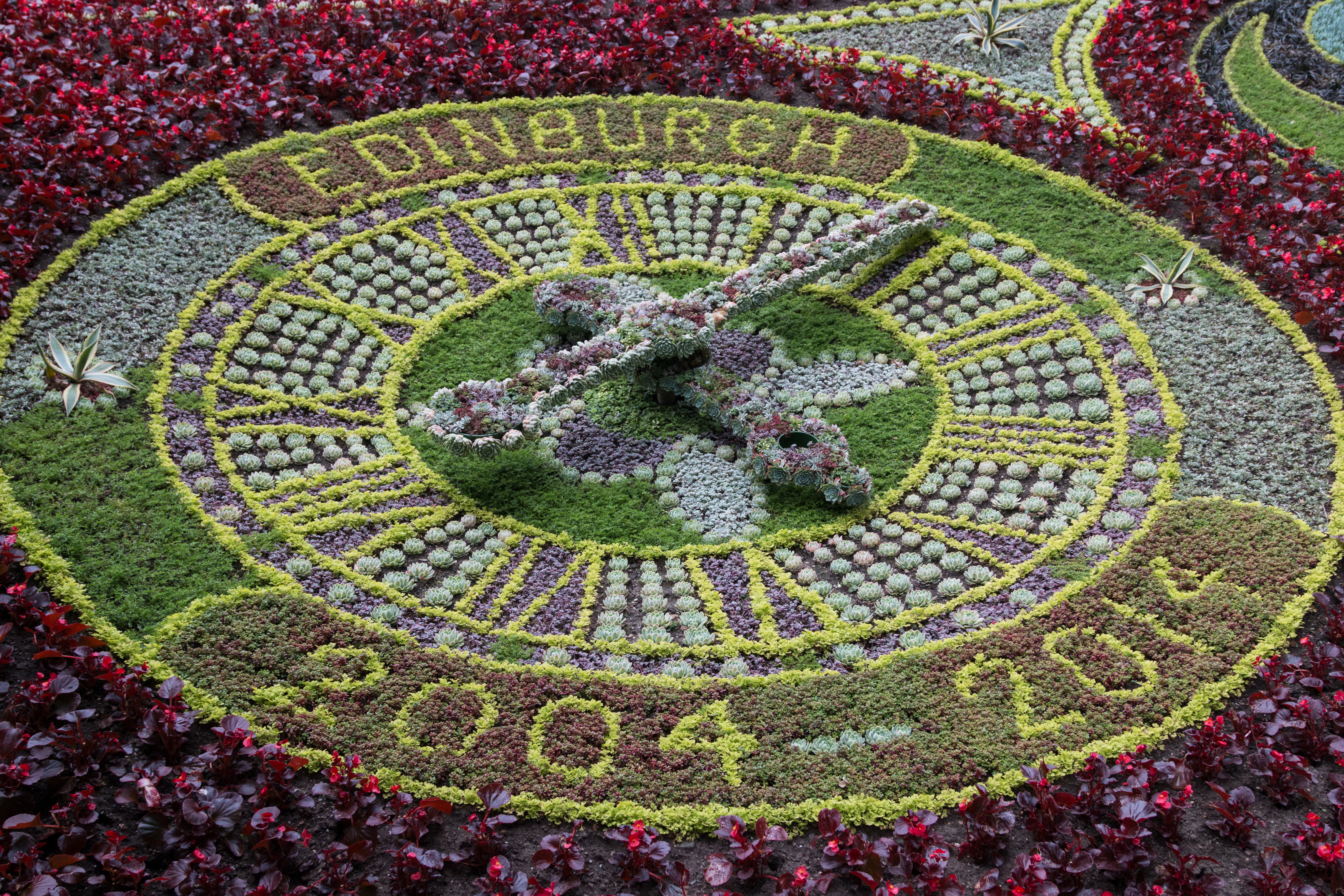
Rellotge floral del 2014
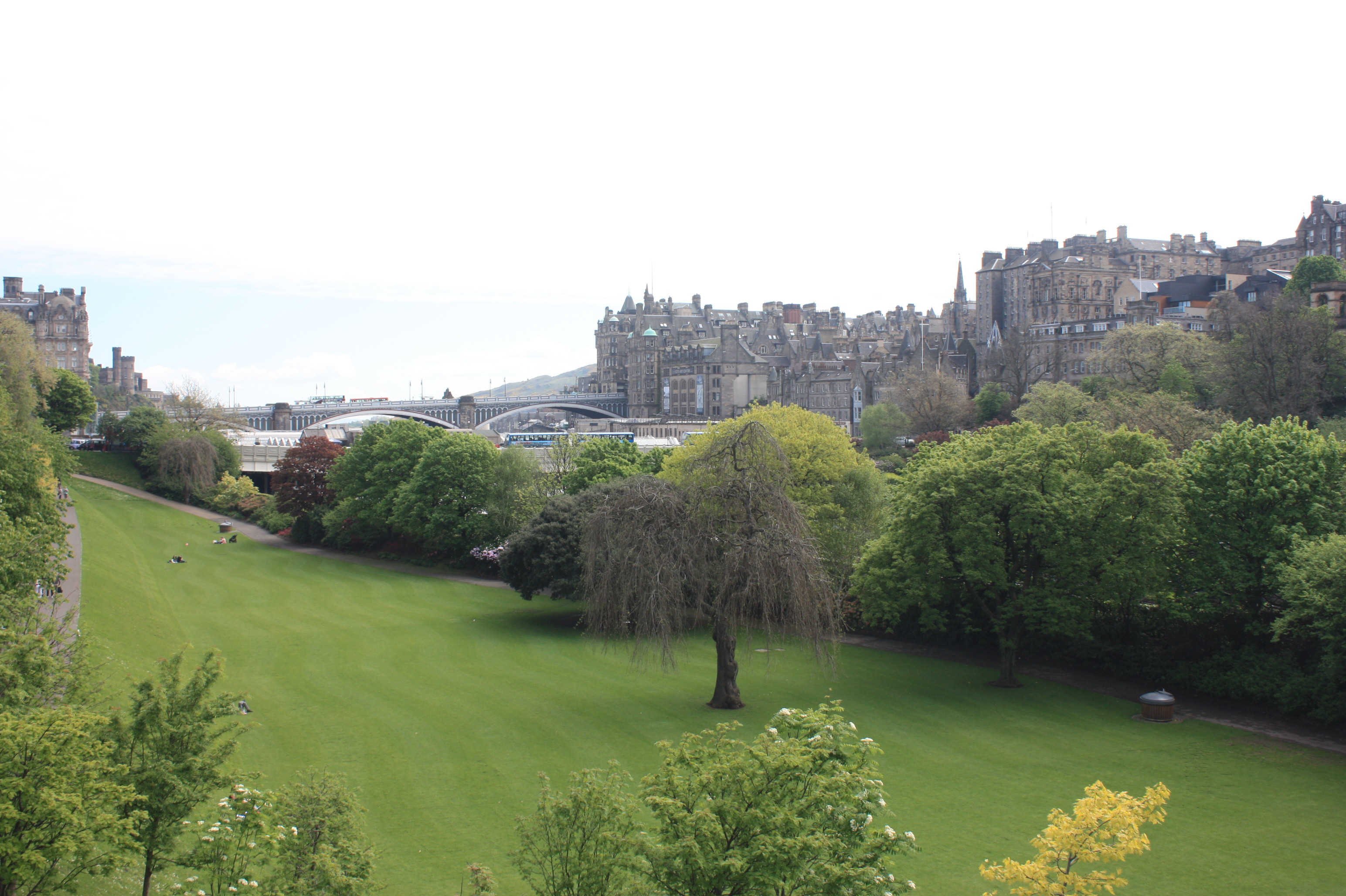
East Princes St Gardens
Festival Wheel